# Harry Wright (baseball)
Pour les articles homonymes, voir Harry Wright et Wright.
William Henry Wright dit Harry Wright (né le 10 janvier 1835 à Sheffield en Angleterre, et mort le 3 octobre 1895 à Atlantic City (New Jersey) aux États-Unis) est un joueur ainsi qu'un manager de baseball qui officie notamment chez les New York Knickerbockers de 1858 à 1862. Considéré comme l'un des pères du baseball, il est élu au Temple de la renommée du baseball en 1953.

## Carrière
Harry est natif d'Angleterre et son père est un fameux joueur de cricket. Émigré aux États-Unis, Harry joue d'abord au cricket au St. George Cricket Club à Staten Island puis se tourne vers le baseball en jouant pour les New York Knickerbockers de 1858 à 1862. Il joue ensuite pour les Gotham of New York (1863-1865).
Wright déménage à Cincinnati (Ohio) où il devient entraîneur de cricket à partir de 1866. Le baseball étant bien plus porteur, Wright s'y adonne également à Cincinnati et aide à la mise en place de la première équipe professionnelle : les Cincinnati Red Stockings. Il joue dans le champ centre ou sur le monticule comme lanceur. Il est également manager des Red Stockings. Wright perçoit 1200 dollars sur l'année 1869. Seul son frère George Wright est mieux payé (1400 dollars).
Il quitte Cincinnati en 1870 et part créer un club à Boston : les Boston Red Stockings. Il est joueur-manager d'une formation qui écrase la concurrence. Les Red Stockings enlèvent en effet quatre titres sur cinq en National Association of Professional Base Ball Players de 1872 à 1875. Wright participe avec son équipe à la tournée anglaise de 1874.
Même succès en Ligue nationale pour les Red Caps, nouveau nom des Red Stockings, avec deux titres gagnés en 1877 et 1878. Wright se contente à plus de 43 ans du poste de manager.

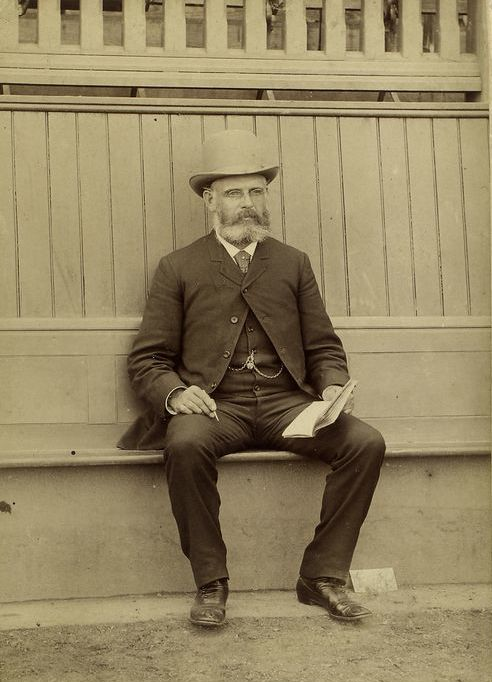
Harry Wright.

Wright innove au niveau de la gestion des lanceurs. La première relève de lanceurs est effectuée le 25 avril 1876 à l'occasion d'un match entre les Boston Red Caps et les New York Mutuals. Le lanceur partant de Boston est remplacé, sans être blessé, après cinq manches. Le manager Harry Wright fait passer son joueur de champ droit, Jack Manning, sur le monticule.
Il passe chez les Grays de Providence (1882-1883) puis chez les Phillies de Philadelphie de 1884 à 1893. Influencé par le propriétaire des Phillies, John I. Rogers, qui lui suggère ces idées, Wright met en place les bases du management moderne, de la diététique au débriefing d'après-match en passant par les promenades de détente le matin des matches.
En 1869, Wright écrit que les spectateurs de Cincinnati « se lèvent tous entre les deux moitiés de la septième manche, étirent leurs jambes et leurs bras et parfois exécutent quelques pas. Ainsi, ils savourent le soulagement permis par le relâchement après une longue posture sur de durs bancs ». Cette lettre est le premier document écrit faisant mention de la pause de la septième manche, une tradition du baseball toujours observée.
Pour Wright, l'éthique sportive est déterminante. Il ne discute jamais une décision d'un arbitre. Il officie même comme arbitre lors de quelques rencontres de sa propre équipe! En 1895, il devient « chef des arbitres », mais cette nomination permet surtout à la Ligue de lui verser un salaire afin qu'il puisse faire face aux frais médicaux liés à sa maladie. Il meurt le 3 octobre 1895. Un « Harry Wright Day » est décrété par la Ligue nationale afin de lever des fonds pour son enterrement. Il est élu au Temple de la renommée du baseball en 1953.